# Approssimante velare
L'approssimante velare è una consonante approssimante il cui simbolo IPA è ɰ. Il suono assomiglia molto ad una "e molto masticata" ed è in realtà la rispettiva semivocale di [ə].

## Caratteristiche
- Il suo modo di articolazione è approssimante, il che significa che è prodotto da un restringimento del tratto vocale sul luogo di articolazione, ma non abbastanza per produrre un flusso d'aria turbolento.
- Il suo luogo di articolazione è velare, il che significa che si articola con il dorso della lingua al palato molle.
- La sua fonazione è sonora, il che significa che le corde vocali vibrano durante l'articolazione.
- Si tratta di una consonante orale, il che significa che l'aria può uscire solo attraverso la bocca.
- Si tratta di una consonante centrale, il che significa che è prodotta da un flusso d'aria lungo il centro della lingua, piuttosto che ai lati.
- Il meccanismo del flusso d'aria è polmonare, il che significa che si articola spingendo aria esclusivamente con i polmoni e il diaframma, come nella maggior parte dei suoni.
- La sua muscolatura è rilassata, il che significa che per pronunciarla non si fa uno sforzo eccessivo dei muscoli fonatori.

## Nelle lingue
- In italiano tale fono non è presente, quando incontrata nelle parole straniere, è pronunciata come una Approssimante labiovelare sonora.
- In lingua cherokee è presente nelle lettere Ꮹ, Ꮺ, Ꮻ, Ꮼ, Ꮽ, e Ꮾ, come nella parola ᏩᏥ [ɰatsi] (guardare).
- In lingua irlandese, come nella parola naoi [n̪ˠɰiː] (nove).
- In giapponese, è presente in molte parole come il pronome 我 [ɰᵝare] e 私 [ɰᵝatakuɕi] (io, me), la particella は [ɰa] e la consonante わ [ɰa] . Storicamente presente anche per i kana ゑ, を e ゐ, anticamente pronunciate rispettivamente come [ɰᵝe], [ɰᵝo] e [ɰᵝi], ma oggi questi suoni sono obsoleti e non più esistenti.
- In lingua coreana è presente solo seguita da /i/, come nella parola 의사/ [ɰi.sa] (dottore).
- In lingua turca è rappresentata dalla lettera ⟨ğ⟩, come nella parola ağır [aˈɰɯɾ] (pesante).
- Viene erroneamente utilizzato in lingua veneta per indicare ⟨l⟩ quando è intervocalico e affiancato da ⟨e⟩ e/o ⟨i⟩, come nella parola góndola [ˈgoŋdoe̯a] (gondola).